# 小行星9640
小行星9640（英語：9640 Lippens）是一颗围绕太阳公转的小行星。1994年8月12日，天文学家艾瑞克·怀特·埃尔斯特在拉西拉天文台发现了此天体。
这颗小行星的绝对星等为218.0282137164307等。